# Ceruncina tienmuensis
Ceruncina tienmuensis är en fjärilsart som beskrevs av Eugen Wehrli 1941. Ceruncina tienmuensis ingår i släktet Ceruncina och familjen mätare. Inga underarter finns listade i Catalogue of Life.